# 김내성
김내성(金來成, 1909년 7월 16일(음력 5월 29일) ~ 1957년 2월 19일)은 대한민국의 소설가이다.

## 생애
호(號)는 아인(雅人)이며 평안남도 대동에서 출생하여 지난날 한때 평안남도 평양에서 잠시 유아기를 보낸 적이 있는 그는 1935년 일본에서 탐정소설전문잡지〈부로후이루(Profile)〉에 일본어로 된 추리소설 《타원형의 거울》을 발표했다. 1939년 〈조선일보〉에 장편소설 《마인(魔人)》을 연재하면서부터 《백가면》과 《진주탑》 등 외국 탐정소설을 번안한 일련의 탐정소설을 발표하여 추리소설가가 되었다. 《태풍》·《비밀의 문》 등이 탐정소설에 해당하는 작품이다. 김내성 작가가 쓴 추리소설은 한국 근대문학관(인천문화재단 운영)의 기획전시실에서 추리소설 기획전을 할 때에 신소설 작가인 이해조 작가, 소파 방정환 작가가 쓴 칠칠단의 비밀, 내 동생을 찾아서(모두 방정환, 《칠칠단의 비밀》, 사계절 펴냄에 실림. 어린이에서 연재함)등과 함께 소개하였다.
1946년 5월에 평안남도 평양을 떠나 월남한 그는 1948년 12월에서부터 이듬해 1949년 3월까지 석 달간은 법무부 행정관 겸 촉탁위원 직위를 역임하였고 1949년 6월에서부터 1949년 8월까지 두 달간 민주국민당 당무위원 직위를 역임하여 잠시 정치인 활약을 하기도 하였다.

## 학력
- 평안남도 대동 강남보통학교 졸업
- 평안남도 평양고등보통학교 졸업
- 일본 와세다 제2고등학원 전문학사
- 일본 와세다 대학교 독어독문학과 학사
- 일본 와세다 대학교 대학원 독일법학과 법학석사

## 이외 경력
- 법무부 행정관 겸 촉탁위원
- 민주국민당 당무위원

## 문학 활동

### 탐정소설
탐정소설들을 소개하면서 그는 문단에서 탐정소설의 귀재로 평가를 받았다. 《마인》은 공포 분위기 속에서 일어난 끔찍한 사건이 의외의 방향으로 해결되는 수법으로 당시 독자들에게 많은 관심을 끌었던 작품이다. 이러한 탐정소설은 상업주의를 배경으로 1935년 이후에 등장한 통속소설이 저널리즘에 영합해가는 가운데 대중적 기반을 확보해나갔다.
한편, 외국 소설 《몬테크리스토 백작》을 번안한 그의 소설 《진주탑》은 1987년 이후 KBS 1TV에서 텔레비전 드라마로 재해석되기도 하였다.

### 대중소설
한편 그는 단편소설 《시유리(屍琉璃)》·《백사도(白蛇圖)》·《광상시인》 등을 발표하여 순문학 쪽으로 진출하려는 의도를 보이기도 했지만 해방 후에는 대중소설을 계속 썼다.
대표작 《청춘극장》과 드라마로도 제작된《인생화보(人生畵報)》는 소설의 대중성과 예술성의 통일을 추구한 것으로 당시 독자들의 인기를 끌었다. 《청춘극장》은 일제강점기 말기 청춘남녀의 애정과 독립투쟁상을 그린 것이다. 그 밖에 여성의 허영심과 행복의 문제를 다룬 장편 《행복의 위치》, 트릭을 설정하여 결국은 결혼하게 되는 과정을 흥미있게 그린 《인생안내》 등이 있다. 그는 탐정소설에서 익힌 치밀한 구성력과 통속적 흥미를 융합시켜 본격적인 대중소설을 개척했다.
1957년 〈경향신문〉에 《실락원의 별》을 연재하던 중 뇌일혈로 죽었다. 이 작품은 사랑하는 사람을 쫓는 의지와 거기서 오는 윤리적 파탄을 묘사하여 참된 인생의 낙원이 어디 있는지를 보여주는 작품이다. 그의 이런 대중소설과는 성격이 다른 《유곡지(幽谷誌)》는 해방의 감격과 그에 얽힌 슬픔을 화전민 부락을 배경으로 그렸다. 해방은 감격만이 아니었던 것을 이 작품은 보여주고 있다. 그 밖에 《탐정소설가의 살인》·《연문기담(戀文綺譚)》 등이 있다. 김내성 소설의 뚜렷한 특징은 대중성에 있다. 문단에서는 그의 소설의 대중성을 높이 인정하여 내성문학상을 제정했다.

## 참고 자료
- 김내성 - 두산세계대백과사전

1. ↑  “한국 근대추리소설 특별전 - 한국의 탐정들 > 기획전시 | 한국근대문학관”. 2022년 9월 22일에 확인함.